# 3',4'-二甲氧基黄酮
3',4'-二甲氧基黄酮是一种O-甲基化黄酮，分子式C17H14O4，存在于散沫花（Lawsonia inermis）、黄花九轮草（Primula veris）等植物中。